# スーパー俺様ラブストーリー
『スーパー俺様ラブストーリー』（スーパーおれさまラブストーリー）は、ヒロユキによる日本の漫画作品。『コミックギア』（芳文社）にて、連載された。
創刊号、第2号ともに2話ずつ連載され、全4話。雑誌の休刊のため未完。ヒロユキは単行本のあとがきに続きを必ず描くという旨を述べているが現在まで実現していない。
見開きが異常に多く、コマ割りも細かいページでも4～5コマ程度で、ページ量に対して展開が非常に遅い。

## ストーリー
18歳にして巨万の富を築き上げた大富豪の「柄来天下」を中心とした恋模様を描くコメディー作品。

## 登場人物
柄来天下（えらい てんか）
主人公。18歳にして年商数千億円のIT企業TENKAを率いる。
普段は自信過剰で高飛車だが、女性の前では性格が180度変わる。氷室と同じクラスになるように大金を積んで編入する。編入試験は満点だった。
氷室彩（ひむろ さい）
美人で格闘技の心得のある高校3年生。3年A組17歳。初対面で胸を揉まれたと勘違いして天下を蹴り飛ばす。正義感が強く、金銭には見向きもしない。
天下がわざと落とした通帳の残高を見ても驚かなかった。
セバスチャン
有能な執事。いつも燕尾服を着用する。
柄来唯香（えらい ゆいか）
天下の妹で冷静に事態の推移を見つめる。兄思いの妹だが、事態の推移を楽しんでいる一面もある。
バニーガールズの皆さん
全部で8人いる。天下が女性になじむように日々シャイ克服トレーニングに付き合っている。
フタバ
ショートカットで髪の毛の色がシアと同じ。気を利かせて屋上に彩を連れてきた。
イチノ
ショートカットでナナコよりも髪の毛が少し長い。天下を励ますためであれば大胆な手段も厭わない。
シア
ロングヘアで髪の毛の色はフタバと同じ。
ムネ
ロングヘアでつり目。髪の毛の色がイチノ、ナナコ達と同じ。
ミユ
黒髪のロングヘアで屋上で天下に告白を勧める。
ナナコ
ショートカット、イチノと似ているが少し髪の毛が短い。
ハチ
黒髪のショートカットで胸の大きさはやや控え目。
イツキ
黒髪のロングヘアで胸の大きさはやや控え目。ミユと似ているが髪の毛の光沢部分にトーンが貼られている。

## 単行本
- 1巻[1]　芳文社（2009年12月26日発売[2]）ISBN 9784832278776